# Campsicnemus popeye
Campsicnemus popeye (лат.) — вид хищных мух-зеленушек из семейства Dolichopodidae (Sympycninae). Французская Полинезия.

## Распространение
Остров Таити (Французская Полинезия, Океания).

## Описание
Мелкие мухи, длина тела от 3,0 до 3,2 мм. Голова чёрная с коричневатыми отметинами, грудка жёлтая, брюшко желтовато-коричневое. Тело покрыто чёрными волосками. Имеют два дымчатых крыла. Отличаются увеличенными голенями средней пары ног самцов, предположительно играющих роль в брачных ритуалах. Хищники. Вид был впервые описан в 2013 году американским энтомологом Нилом Эвенхусом (Neal L. Evenhuis), бывшим Президентом Международной комиссии по зоологической номенклатуре (International Commission on Zoological Nomenclature) и научным сотрудником гавайского Bishop Museum (Гавайи, США). Видовое название C. popeye дано в честь известного героя комиксов и мультфильмов моряка Попая, потому что утолщённые голени средней пары ног мухи несколько напоминают выпуклые предплечья Попая.